# HL7 (медицинский стандарт)
HL7 (англ. Health Level 7 — «Седьмой уровень») — стандарт обмена, управления и интеграции электронной медицинской информации.
Расширение рынка медицинских технологий привело к разработке стандартов взаимодействия, включая Health Level 7 (HL7) и Fast Healthcare Interoperability Resources (FHIR), созданных HL7 International. Есть определенные сходства и различия между стандартами HL7 и FHIR.

## Health Level 7
«Седьмой уровень» — аналогия с высшим уровнем коммуникационной модели открытых систем (OSI). Седьмой уровень поддерживает выполнение таких задач как:
- структурирование передаваемых данных;
- возможности проектирования систем;
- достижение согласованности передач;
- безопасность;
- идентификация участников;
- доступность.

Разработкой, развитием, внедрением, накоплением медицинских знаний занимается некоммерческая организация «Health Level Seven International», созданная в 1987 году, штаб-квартира которой расположена в городе Анн-Арбор в штате Мичиган.
В США стратегическая медицинская инициатива реализуется с конца 1970-х годов в следующих программах:
- UMLS (справочники в широком смысле слова);
- МИС VA VistA (полная реализация всех контуров управления больницей);
- HL7.

Применение HL7 видно из следующей гипотетической ситуации. Имеется больница с компьютерной сетью, однако без медицинской информационной системы. Нового пациента регистрируют, первые данные заносятся в базу данных, сообщение о больном передаётся в определённом формате (HL7) врачу. Врач проводит осмотр и в этом же формате посылает сообщение о больном для дальнейшего медицинского исследования, в регистратуру или в базу данных. Для того, чтобы вся система работала, государства вкладывают значительные средства в стандартизацию медицинской терминологии (МКБ, SNOMED, LOINC), обогащённые медицинской терминологией стандарты форматов данных HL7 и электронную историю болезни.

## Базовые понятия
RIM (Reference Information Model, эталонная информационная модель) — ключевой элемент идеологии HL7; основной источник содержания данных всех HL7-сообщений и документов. Элементы информационной модели — классы, переходы состояний классов, типы данных и наложенные ограничения — используя системные концепции и графическое выражение UML.
USAM (Unified Service Action Model, общая модель служебных действий) — объектная модель всех клинических услуг-действий, часть RIM. Действие имеет модусы (mood) — дефиницию, целеполагание (план, намерение), порядок выполнения в заданном контексте, критерии выполнения, специализированные модусы. Физически спецификация RIM состоит из архива, в котором упакованы:
- содержательные UML-спецификации концепций (объектная модель медицины, класса действие (act), сущность (entity), действие (act), состояние действия (act status), передача (transmission) и т. п.);
- содержательного описания HL7 в XML;
- содержательного словаря концептов HL7 с выходом на стандартные словари SNOMED, LOINC, DICOM;
- обсуждения и предложения интересные для экспертов и участников разработки стандарта;
- базы данных модельных элементов на Access.

Помимо информационной модели, есть также модели сообщений MIM (Message Information Model) и контекстно-привязанная модель R-MIM (Refined Message Information Model).
Storyboard (раскадровка) — функциональная модель. Концепция раскадровки (storyboard) взята из киноиндустрии и позволяет представить средствами HL7 значимые моменты передачи сообщений как кадры. В каждом кадре описаны ключевые участники и их взаимодействие. Комплект кадров представляет как передачу сообщения, так и функционирование большой системы. Каждое взаимодействие описывается раскадровкой. Средствами RIM и раскадровкой можно выразить как высоко-персонифицированную историю больного, так и функционирование комплекса: исследовательский институт — больница — фармакологическая лаборатория.
Vocalbulary (словари). Атрибут в RIM-описании может быть элементом словаря. Словари могут быть: многостолбцовые, построенные на принципах метатезауруса, а также LOINC, SNOMED, HIPAA, местные и национальные словари.
HMD (Hierarchial Message Descriptor) — определитель иерархической структуры сообщения. Принципы HMD: система передачи должна понимать генезис классов; сообщение при передаче выстраиваются в линейную структурированную последовательность.
CDA (Clinical Document Architecture, архитектура клинического документа) — стандарт сферы HL7, в котором определён синтаксис и комплекс структур (framework) для полного выражения семантики клинического документа. Используется язык разметки информационных объектов XML. Спецификация клинического документа создаётся на основе справочника данных RIM. CDA определяет разметку (markup) клинического документа, его структуру и семантику. Клинический документ по CDA является полным информационным объектом, с полностью определёнными компонентами. Он может содержать текст, изображения, звук и другое мультимедийное содержание.
EHR System (Electronic Health Record Systems, система электронной истории болезни) состоит из разделов: управление оказанием медицинской помощи (Care Management); клинический документооборот (Clinical Support); информационная инфраструктура (Information Infrastructure).
Арден-синтаксис (Arden Syntax) — спецификация, принятая в HL7 для определения и распространения медицинских знаний. Арден-синтаксис является языком медицинских логических модулей (Medical Logic Modules) для кодирования медицинских знаний. Каждый модуль содержит достаточную информацию для принятия медицинского решения. Модуль используется для генерации сигналов тревоги, понимания медицинских данных, диагностики, фильтрации медицинских данных и административных задач. При определённых условиях может быть разработана компьютерная программа (event monitor) генерирующая экспертную поддержку. Модуль может быть связан с другими модулями и образовывать сеть.
Основное выразительное средство HL7 — язык графической концептуализации систем UML.